# NGC 4460
NGC 4460 (również PGC 41069 lub UGC 7611) – galaktyka spiralna z poprzeczką (SB0-a), znajdująca się w gwiazdozbiorze Psów Gończych. Odkrył ją William Herschel 10 kwietnia 1788 roku.